# Wacken
Wacken é um município da Alemanha localizado no distrito de Steinburg, estado de Schleswig-Holstein.
Pertence ao Amt de Schenefeld.

## WOA
Wacken é palco do Wacken Open Air (WOA), concerto ao ar livre de heavy metal realizado anualmente, considerado o maior festival desse gênero no mundo, congregando bandas de vários países.